# Phoolan Devi – Rebellion einer Banditin
Phoolan Devi – Rebellion einer Banditin ist ein Dokumentarfilm der deutschen Filmemacherin Mirjam Quinte aus dem Jahr 1994. Quinte führte gemeinsam mit Pepe Danquart Regie.

## Inhalt (Zusammenfassung)
Der Dokumentarfilm erzählt die Legenden, Phantasien und Interpretationen, die Phoolan Devis Lebensgeschichte umranken, mit den Worten der Menschen aus Phoolan Devis Umgebung. Ergänzt werden die Gespräche mit ihrer Mutter und ihren Gefährten als ehemalige Dacoits durch Bilder aus ihrem Heimatdorf. Vor allem aber Phoolan Devi selbst schildert ihre Kindheit, im ländlichen Uttar Pradesh, ihre Verheiratung als Mädchen von 11 Jahren mit einem 24 Jahre älteren Mann, die Demütigungen, denen sie ausgesetzt war, und ihr Schicksal, nachdem sie ihren Mann verlassen hatte.

## Hintergrund
1981 waren in Deutschland die ersten Artikel über Phoolan Devi erschienen. Die junge Inderin war als elfjähriges Mädchen von ihren verarmten Eltern aus einer niedrigen Kaste im nordindischen Uttar Pradesh mit dem 35-jährigen Putti Lal zwangsverheiratet worden, was der Anfang jahrelanger Leiderfahrungen mit zahlreichen Vergewaltigungen war. Als sie etwa 18 Jahre alt war, wurde sie von zwei Banditenbanden entführt. Einer dieser beiden schloss sie sich daraufhin an und avancierte zu ihrer Anführerin. Zwanzigjährig überfiel sie mit dieser Bande dann das Dorf, in dem ihre Vergewaltiger lebten. 18 bis 22 ihrer Peiniger – die Angaben schwanken – wurden bei diesem Überfall erschossen. 1983 kapitulierte sie und stellte sich mit ihrer Bande der Polizei. Nach jahrelanger Inhaftierung wurde sie freigelassen.
Phoolan Devi – Rebellion einer Banditin feierte seine Premiere im Rahmen der Berlinale gerade zu dem Zeitpunkt, als Phoolan Devi, nachdem sie ohne Gerichtsverhandlung elf Jahre in indischen Gefängnissen verbringen musste, wegen eines Krebsleidens begnadigt wurde.
Phoolan Devi erwarb sich in Indien zwischen 1980 und 1983 als „Banditenkönigin“ den Ruf einer Rächerin für das Unrecht, das die Angehörigen unterer Kasten erleiden müssen. Während sie von der Bevölkerung als Verkörperung der Göttinnen Kali und Durga gesehen wurde, bot ihr die indische Regierung aus Angst vor einer breiteren Heroisierung Straffreiheit an. Am 12. Februar 1983 ergaben sich Phoolan Devi und die überlebenden Dacoits der Poolan-Singh-Gang dem Ministerpräsidenten von Madhya Pradesh – vorgängig öffentlich angekündigt auf einer Bühne vor einem Bildnis von Durga und einem Bild von Mohandas Karamchand Gandhi, nachdem ein Vertrag ausgehandelt worden war, der ihr acht Jahre Haft und ihrer Familie Land zusicherte.
Nach ihrer Kapitulation im zentralindischen Staat Madhya Pradesh weigerte sich die Regierung des Nachbarstaats Uttar Pradesh unter der Führung von hochkastigen Politikern, die Klagen gegen die mutmaßliche Mörderin von Behma abzuweisen.

## Produktion
Produziert wurde die Dokumentation im Auftrag von arte und des Zweiten Deutschen Fernsehens (ZDF); für die Produktion verantwortlich zeigten sich die Medienwerkstatt Freiburg, Quinte Film GmbH und Rotermund Productions.

## Veröffentlichung
Die Premiere war am 11. Februar 1994 im Rahmen der 44. Berlinale. Der Film startete im Verleih der UNIDOC Film, den Weltvertrieb übernahm Quinte Film. Gezeigt wurde der Dokumentarfilm an verschiedenen deutschsprachigen Festivals wie der Viennale und dem Filmfestival in Rostock.

## Rezeption
Die Filmbewertungsstelle Wiesbaden verlieh der Dokumentation das Prädikat „wertvoll“.